# Gullivers Reisen (Kästner)
Gullivers Reisen ist die letzte von sechs Nacherzählungen bekannter Klassiker der Weltliteratur für Kinder von Erich Kästner. Die Erstausgabe wurde von Horst Lemke illustriert und erschien 1961 im Atrium Verlag (Zürich).

## Inhalt
Die Geschichte leitet mit einem Vorwort von Lemuel Gulliver ein, der als alter Mann im Garten seines Hauses sitzt und erzählt, wie er dank der Mitbringsel von seinen Reisen auf den Jahrmärkten zu Wohlstand und Reichtum kam. Aus Liliput und Blefuscu brachte er winzige Pferde, Kühe und Schafe mit, von Brobdingnag, dem Reich der Riesen, kehrte er mit so seltsamen Dingen wie dem Hühnerauge der Königin, groß wie eine Kanonenkugel, zurück. Als reicher Mann möchte er nun im Alter seinen wertvollsten Schatz verschenken – seine Erinnerungen – und diese aufschreiben.
Als erstes wird die Reise nach Liliput erzählt. Die Reise nach Brobdingnang zu den Riesen bildet den zweiten Teil des Kinderbuches.

## Entstehung und Hintergrund
Erich Kästner schrieb ein halbes Jahr an dieser Nacherzählung des Romans Travels into Several Remote Nations of the World. By Lemuel Gulliver, First a Surgeon, and Then a Captain of Several Ships von Jonathan Swift. Wie bei Kinderbüchern üblich hat er nur Geschichten aus den ersten beiden Bänden des 1726 erschienen utopisch-satirischen Reiseromans verwendet. Diese Nacherzählung ist etwa doppelt lange wie die anderen fünf zuvor erschienen Nacherzählungen Kästners. Sie gliedert sich in ein Vorwort, Gullivers Reise nach Liliput (acht Kapitel) und Gullivers Reise nach Brobdingnag (fünf Kapitel). Aus dem Gulliver des Originals, der am Ende seines Lebens zu einem Menschenhasser wird, macht Kästner einen glücklichen, reichen Großvater, der sich über seine Kinder und Enkel freut und seine Erinnerungen gerne mit der Welt teilt.

## Ausgaben
- Erich Kästner: Gullivers Reisen, Atrium Verlag, Zürich 1961 (Illustrationen: Horst Lemke)
- Erich Kästner: Gullivers Reisen, Verlag Carl Ueberreuter, Wien, Heidelberg 1961 (Illustrationen: Horst Lemke)
- Erich Kästner: Gullivers Reisen In: Ders.: Maskenspiele: Nacherzählungen, herausgegeben von Sybil Gräfin Schönfeldt, Carl Hanser Verlag, München/Wien 1998 (Band IX von Erich Kästner: Werke, Hg. Franz Josef Görtz), S. 97–122 (ohne Illustrationen)
- Erich Kästner: Gullivers Reisen, Atrium Verlag, Zürich 2021. (Illustrationen: Josefine Taape)

Bis zum Jahr 2023 wurde das Buch 15-mal in 13 verschiedene Sprachen übersetzt.